# DanceWriting
 (avril 2021).

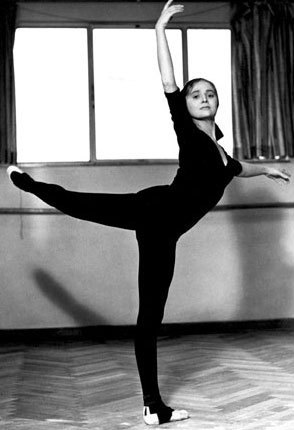
Valerie Sutton
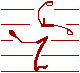
et le DanceWriting de sa pose.

Le DanceWriting est une forme de notation du mouvement. Développée en 1972 par Valerie Sutton, elle fait partie d'un ensemble appelé MovementWriting ou International Movement-Writing Alphabet.
Le DanceWriting utilise des symboles figuratifs et abstraits sur une portée de cinq lignes, inspirée des portées de l'écriture de la musique.
Le DanceWriting fut élaboré en 1966 par Valerie Sutton alors âgée de 15 ans pour son usage personnel, lorsque celle-ci s'entraînait pour devenir danseuse de ballet professionnelle. En 1970, elle fut embauchée à Copenhague au Ballet royal danois. Durant les deux années qui suivirent, elle mit en application le DanceWriting pour enregistrer les chorégraphies historiques de ce ballet, qui menaçaient de disparaître par manque d'outil d'enregistrement adéquat.
Le premier livre de DanceWriting, Sutton Movement Shorthand, The Classical Ballet Key, Key One,, fut édité en décembre 1973. À l'automne de 1974, sur invitation spéciale, elle enseigna son système aux membres du Ballet royal danois.